# Sefer ha-Razim

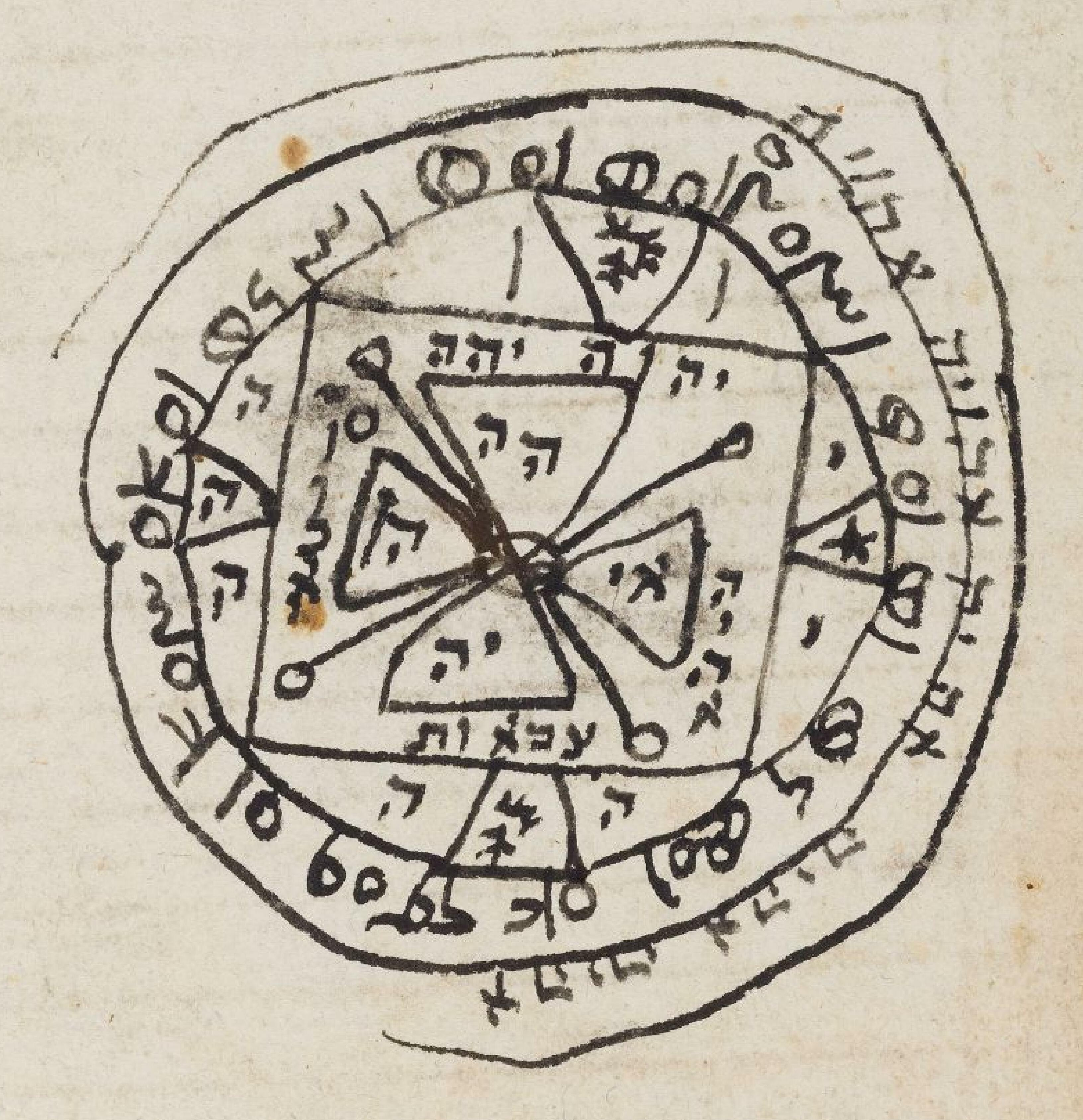

Sefer ha-Razim (Livre des Mystères), est le titre de deux ouvrages écrits en hébreu et traitant de magie angélique, manifestement issus du même milieu et de la même époque. Ils auraient été réalisés en Égypte ou en Palestine, au VIIe   ou   VIIIe siècle selon les recherches les plus récentes. Pour plus de clarté, les éditeurs Bill Rebiger et Peter Schäfer les ont renommés Sefer ha-Razim I et Sefer ha-Razim II. 

## Le Sefer ha-Razim I
Le Sefer ha-Razim I commence par un prologue décrivant ce livre comme étant une révélation de l'ange Raziel à Noé. 
Le livre se présente ensuite comme une description des sept cieux entourant la terre, des armées d'anges s'y trouvant et de la façon de les invoquer pour réaliser des rituels magiques. 

## Le Sefer ha-Razim II
Le Sefer ha-Razim II est introduit par un prologue racontant que ce livre fut offert par l'ange Raziel à Adam, désespéré par la péché originel, ce qui lui fit retrouver toute sa sagesse et sa connaissance. 
Le livre se présente ensuite comme un catalogue des anges responsables des douze mois du calendrier juif. 

## Traductions latines
Cet ouvrage a fait l'objet de plusieurs traductions latines, dont la plus célèbre semble avoir été réalisée dans l'entourage d'Alphonse X de Castille. Cet ouvrage comprend sept livres, dont le quatrième, intitulé Liber Temporum, est une traduction augmentée du Sefer ha-Razim II, tandis que le sixième, le Liber Samayn, traduit de façon assez fidèle le Sefer ha-Razim I. 

## Éditions
- Bill Rebiger et Peter Schäfer, Sefer ha-Razim I und II, Tübingen, Mohr Siebeck, 2009
- Mordecaï Margaliot, Sefer ha-Razim, Tel-Aviv, 1967.